# Simple Features
Simple Features je OpenGIS standard, který specifikuje uložení geografických dat v digitální podobě (body, linie, polygony a další). Simple Features je založen na 2D geometrii s možností lineární interpolace mezi lomovými body.
Prvek je považován za jednoduchý, pokud nedochází k překřížení prvku sebou samým.
Specifikace OpenGIS Simple Features definuje různé prostorové operátory a funkce. Lze tak odvozovat z existujících prvků další prvky, např. obalovou zónu liniového prvku.

## Well-known text
Well-known text (WKT) je textový značkovací jazyk určený pro popis vektorové geometrie geografických objektů, prostorových referenčních systémů, popřípadě transformačních parametrů mezi jednotlivými souřadnicovými systémy.
Binární forma well-known binary (WKB) je používána pro převod a uložení informací v databázovém systému jako je např. PostGIS. Formát je kontrolován konsorciem Open Geospatial Consortium (OGC) a popsán ve specifikacích Simple Feature Access a Coordinate Transformation Service.

### Geometrické objekty
Geometrické objekty, které lze pomocí WKT popsat, jsou:
- body,
- linie,
- polygony,
- TIN,
- polyhedrony.

Multigeometrické typy dovolují použít v jednom objektu více geometrických typů stejné dimenze. Pro uložení geometrie různých dimenzí slouží kolekce geometrie.
Souřadnice mohou být 2D (x, y), 3D (x, y, z), 4D (x, y, z, m), kde m je hodnota lineárního referenčního systému nebo 2D s hodnotou m (x, y, m). Klíčové slovo EMPTY definuje tzv. "prázdnou" geometrii. Prvek, který neobsahuje žádné lomové body (souřadnice).
Zápis ve formě WKT je často používán v OGC specifikacích, PostGIS například obsahuje funkce pro konverzi geometrie z/do formy WKT.
Příklad geometrie zapsané ve formě WKT:
```
  POINT(6 10)
  LINESTRING(3 4,10 50,20 25)
  POLYGON((1 1,5 1,5 5,1 5,1 1),(2 2, 3 2, 3 3, 2 3,2 2))
  MULTIPOINT(3.5 5.6,4.8 10.5)
  MULTILINESTRING((3 4,10 50,20 25),(-5 -8,-10 -8,-15 -4))
  MULTIPOLYGON(((1 1,5 1,5 5,1 5,1 1),(2 2, 3 2, 3 3, 2 3,2 2)),((3 3,6 2,6 4,3 3)))
  GEOMETRYCOLLECTION(POINT(4 6),LINESTRING(4 6,7 10))
  POINT ZM (1 1 5 60)
  POINT M (1 1 80)
  POINT EMPTY
  MULTIPOLYGON EMPTY
```

### Prostorové referenční systémy
Prostorový referenční systém obsahuje ve zápisu WKT informace o geodetickém datu, geoidu, souřadnicovém systému a kartografickém zobrazení.
WKT je používán řadou GIS aplikací a knihoven, např. ESRI používá WKT ve formátu Shapefile (soubor *.prj).
Příklad definice systému S-JTSK ve formě WKT:
```
 PROJCS["krovak",
     GEOGCS["bessel",
         DATUM["unknown",
             SPHEROID["Bessel_1841",6377397.155,299.1528128],
             TOWGS84[570.8,85.7,462.8,4.998,1.587,5.261,3.56]],
         PRIMEM["Greenwich",0],
         UNIT["degree",0.0174532925199433]],
     PROJECTION["Krovak"],
     PARAMETER["latitude_of_center",0],
     PARAMETER["longitude_of_center",0],
     PARAMETER["azimuth",0],
     PARAMETER["pseudo_standard_parallel_1",0],
     PARAMETER["scale_factor",1],
     PARAMETER["false_easting",0],
     PARAMETER["false_northing",0],
     UNIT["meter",1]]
```

### Transformace
Formát WKT může popisovat metodu transformace a transformační parametry pro konverzi mezi dvěma prostorovými souřadnicovými systémy.
Např.
```
 PARAM_MT["Mercator_2SP", 
     PARAMETER["semi_major",6370997.0], 
     PARAMETER["semi_minor",6370997.0], 
     PARAMETER["central_meridian",180.0], 
     PARAMETER["false_easting",-500000.0], 
     PARAMETER["false_northing",-1000000.0], 
     PARAMETER["standard parallel 1",60.0]]
```

```
 PARAM_MT["Affine",
     PARAMETER["num_row",3],
     PARAMETER["num_col",3],
     PARAMETER["elt_0_1",1],
     PARAMETER["elt_0_2",2],
     PARAMETER["elt 1 2",3]]
```

### RDBMS podporující WKT
- PostgreSQL s PostGIS 1.3
- Oracle 9i, 10g, 11g
- MySQL
- MS SQLServer 2008